# توماس اچ. پینتر
توماس اچ. پینتر (به انگلیسی: Thomas H. Paynter) سناتور سابق عضو حزب دموکرات ایالات متحده آمریکا بود. وی در سال ۱۹۰۷ تا ۱۹۱۳ میلادی سناتور ایالت کنتاکی در سنای ایالات متحده آمریکا بود.